# Крістіане Вебер
Крістіане Вебер (нім. Christiane Weber, нар. 17 березня 1962, Мюльгайм-на-Рурі, Німеччина) — німецька фехтувальниця на рапірах, дворазова олімпійська чемпіонка (1984 та 1988 рік).

## Виступи на Олімпіадах
| Олімпіада         | Дисципліна           | Місце |
| ----------------- | -------------------- | ----- |
| Лос-Анджелес 1984 | індивідуальна рапіра | 19    |
| Лос-Анджелес 1984 | командна рапіра      | 1     |
| Сеул 1988         | командна рапіра      | 1     |